# Lynde
Pour les articles homonymes, voir Lynde (homonymie).
Lynde (Linde en néerlandais) est une commune française située dans le département du Nord, en région Hauts-de-France.

## Géographie

### Situation
Lynde se situe à 8 km d'Hazebrouck et 13 km de Saint-Omer.

### Communes limitrophes
|           | Ebblinghem | Staple        |
| Renescure | Lynde      | Wallon-Cappel |
|           | Blaringhem | Sercus        |

### Voies de communication et transports
L'ancienne route nationale 42 (aujourd'hui RD 642) traverse Lynde au nord-est de la commune. Elle relie Boulogne-sur-Mer à Lille (autoroute A25) via Saint-Omer et Hazebrouck. Le trafic dense (17 000 véhicules par jour) et les vitesses élevées des automobilistes poussent les élus à réfléchir à un contournement de la ville depuis de nombreuses années.

### Hydrographie

#### Réseau hydrographique
La commune est située dans le bassin Artois-Picardie. Elle est drainée par la Bourre, la Longue Becque et le ruisseau Becquerely,,.
La Bourre, d'une longueur de 19 km, prend sa source dans la commune  et se jette  dans le canal d'Hazebrouck en limite de Morbecqueet de Vieux-Berquin, après avoir traversé huit communes. 

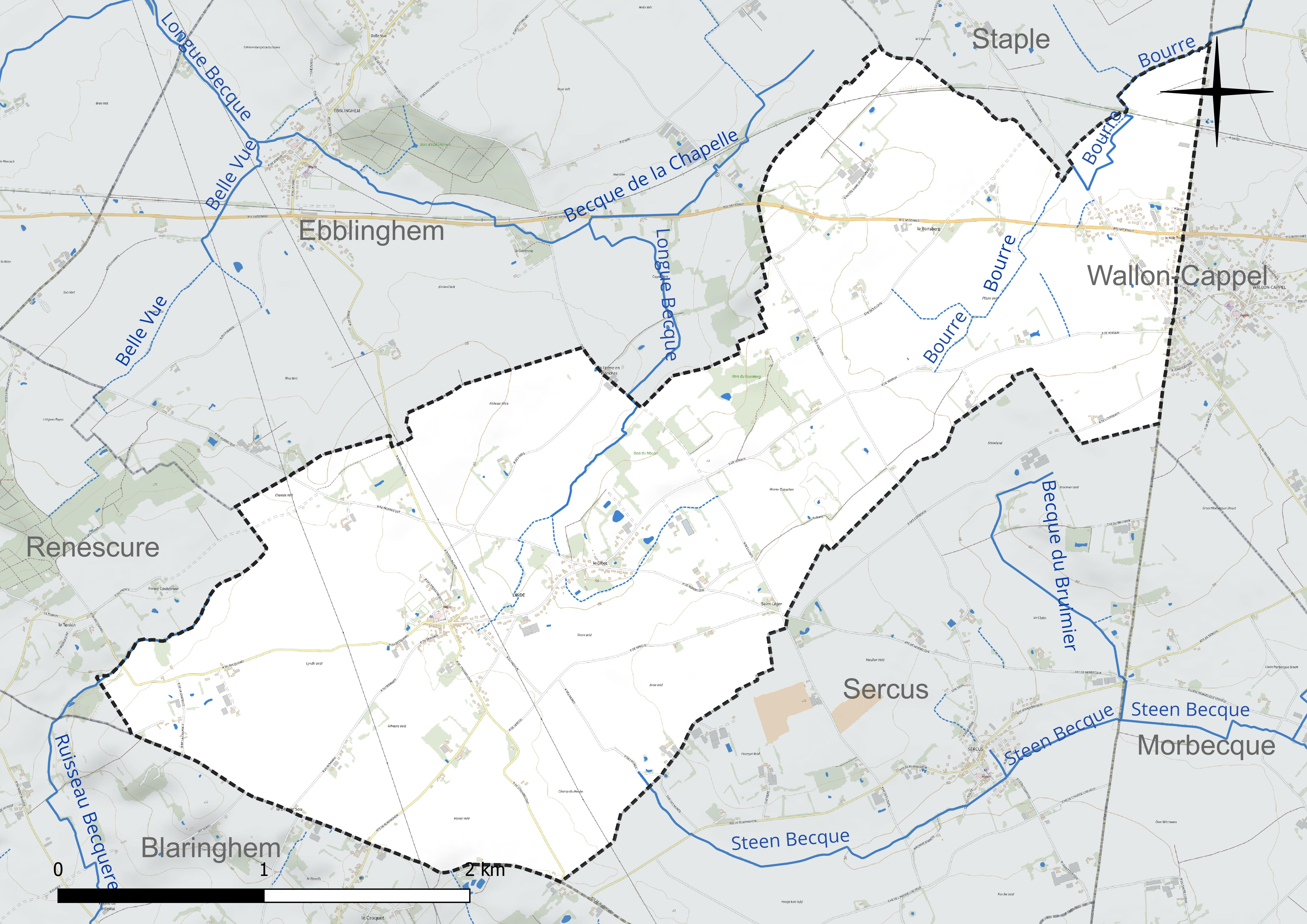
Réseau hydrographique de Lynde.

La Longue Becque, d'une longueur de 10 km, prend sa source dans la commune  et se jette  dans le canal de Neuffossé à Wardrecques, après avoir traversé quatre communes. 

#### Gestion et qualité des eaux
Le territoire communal est couvert par le schéma d'aménagement et de gestion des eaux (SAGE) « Audomarois ». Ce document de planification concerne un territoire de 662 km2 de superficie, délimité par le bassin versant de l'Aa et sa zone d'étalement : le marais audomarois. Le périmètre a été arrêté le 4 février 1994 et le SAGE proprement dit a été approuvé le 31 mars 2005, puis révisé le 15 janvier 2013, puis le 21 novembre 2021. La structure porteuse de l'élaboration et de la mise en œuvre est le syndicat mixte pour l'aménagement et la gestion des eaux de l'Aa (SmageAa). 
La qualité des cours d'eau peut être consultée sur un site dédié géré par les agences de l'eau et l'Agence française pour la biodiversité. 

### Climat
Pour des articles plus généraux, voir Climat des Hauts-de-France et Climat du Nord.
En 2010, le climat de la commune est de type climat océanique altéré, selon une étude du CNRS s'appuyant sur une série de données couvrant la période 1971-2000. En 2020, Météo-France publie une typologie des climats de la France métropolitaine dans laquelle la commune est exposée à un climat océanique et est dans la région climatique  Côtes de la Manche orientale, caractérisée par un faible ensoleillement (1 550 h/an) ; forte humidité de l'air (plus de 20 h/jour avec humidité relative > 80 % en hiver), vents forts fréquents. 
Pour la période 1971-2000, la température annuelle moyenne est de 10,4 °C, avec une amplitude thermique annuelle de 13,7 °C. Le cumul annuel moyen de précipitations est de 803 mm, avec 12,6 jours de précipitations en janvier et 8,4 jours en juillet. Pour la période 1991-2020, la température moyenne annuelle observée sur la station météorologique la plus proche, située sur la commune de Steenvoorde à 16 km à vol d'oiseau, est de 11,2 °C et le cumul annuel moyen de précipitations est de 727,8 mm,. Pour l'avenir, les paramètres climatiques de la commune estimés pour 2050 selon différents scénarios d'émission de gaz à effet de serre sont consultables sur un site dédié publié par Météo-France en novembre 2022.

## Urbanisme

### Typologie
Au 1er janvier 2024, Lynde est catégorisée commune rurale à habitat dispersé, selon la nouvelle grille communale de densité à sept niveaux définie par l'Insee en 2022.
Elle est située hors unité urbaine. Par ailleurs la commune fait partie de l'aire d'attraction d'Hazebrouck, dont elle est une commune de la couronne,. Cette aire, qui regroupe 11 communes, est catégorisée dans les aires de moins de 50 000 habitants,.

### Occupation des sols
L'occupation des sols de la commune, telle qu'elle ressort de la base de données européenne d'occupation biophysique des sols Corine Land Cover (CLC), est marquée par l'importance des territoires agricoles (98,5 % en 2018), en diminution par rapport à 1990 (99,6 %). La répartition détaillée en 2018 est la suivante :
terres arables (89,6 %), zones agricoles hétérogènes (6,2 %), prairies (2,7 %), zones urbanisées (1,5 %). L'évolution de l'occupation des sols de la commune et de ses infrastructures peut être observée sur les différentes représentations cartographiques du territoire : la carte de Cassini (XVIIIe siècle), la carte d'état-major (1820-1866) et les cartes ou photos aériennes de l'IGN pour la période actuelle (1950 à aujourd'hui).

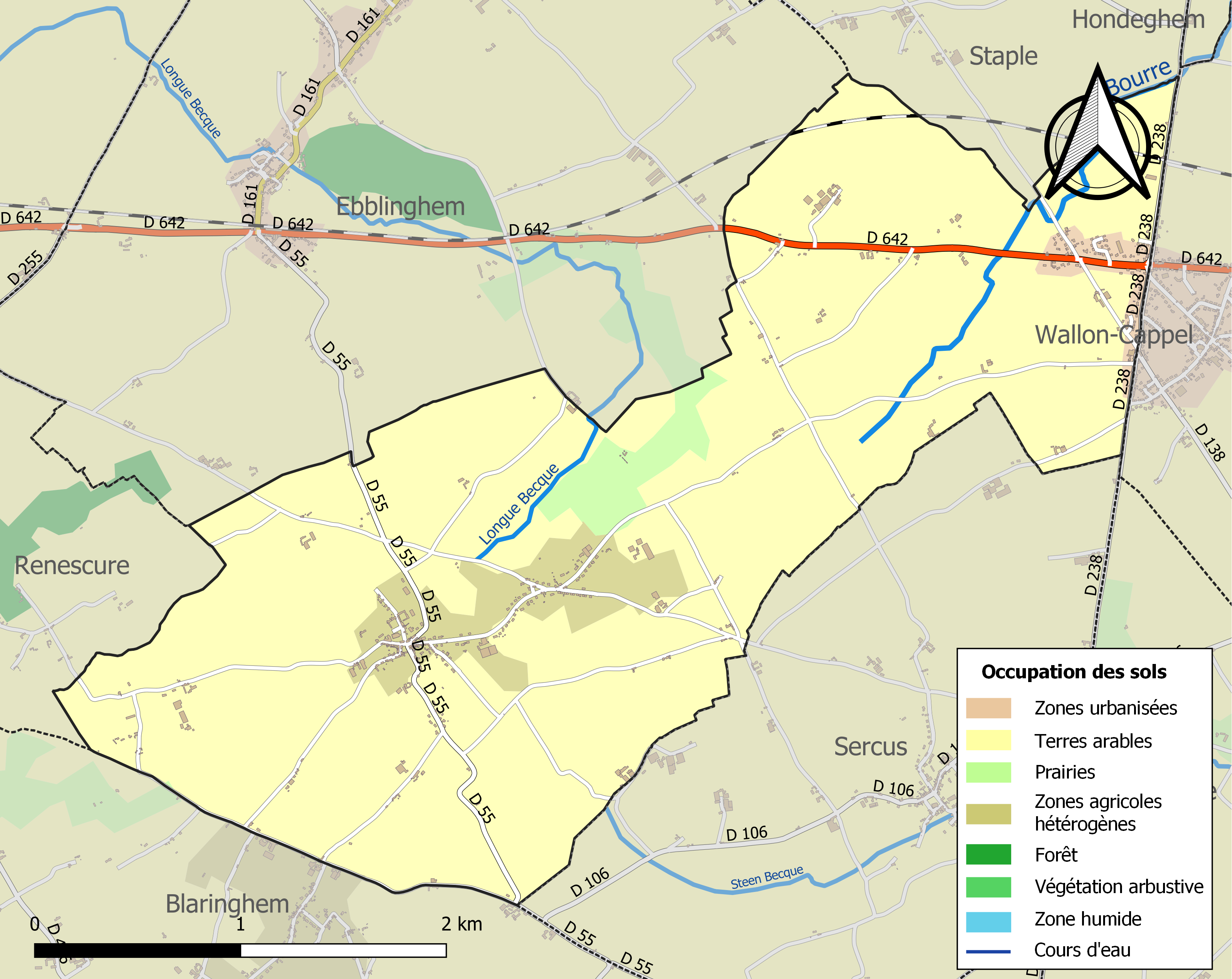
Carte des infrastructures et de l'occupation des sols de la commune en 2018 (CLC).

## Toponymie
En néerlandais, linde signifie « tilleul ». Sur d'anciennes cartes géographiques, Lynde est nommé Tille (forme romane) ou Linde. Dans un texte du XIVe siècle se trouve la mention paroche (paroisse) du Tilg. Dans certains documents on trouve aussi le terme Houtille.

## Histoire
Avant la Révolution française, la paroisse était incluse dans le diocèse de Thérouanne, puis à la disparition de celui-ci dans le diocèse de Saint-Omer.
Cette commune possédait 2 moulins à vent. Le premier était situé proche du Croquet (au Champ du Moulin). L'autre au centre de Lynde (Bois du Moulin). Sur le cadastre de 1898, seul le premier a perduré.
Pendant la Révolution, en juin 1793, la municipalité s'est opposée à l'enlèvement des cloches tel que décidé par la Convention nationale.
En mars 1906, à l'occasion des inventaires qui suivirent la séparation de l'Église et de l'État, les habitants de Lynde s'opposent aux fonctionnaires chargés de l'opération et s'emparent des fusils des soldats le 8 mars (deux jours auparavant un homme est mort à Boeschepe tué par la troupe, et la veille le gouvernement est mis en minorité à la suite de cette mort).
Pendant la Première Guerre mondiale, comme nombre de communes en arrière du front, des troupes séjournent à Lynde : en décembre 1914, un journal de marche d'un régiment évoque le « dépôt d'éclopés de Linde », le terme éclopé est régulièrement utilisé dans ce document à propos de soldats blessés.

### Héraldique
|  | Les armes de Lynde se blasonnent ainsi :"D'argent à trois maillets de sable." |

## Politique et administration
Maire de... à 1808 : Henri Joseph Maes (il est maire en 1802-1803).
Maire de 1808 à 1813 : Mathieu Joseph Stoven.
Maire de 1813 à 1842 : François Xavier Stoven, fils du prédécent.
Maire de novembre 1842 à juillet 1843 : Antoine François Wambergue, maire provisoire, brasseur.
Maire de 1843 à 1846 : Jacques Spanneut.
Maire de 1846 à 1870 : Joseph Degroote.
Maire de 1870 à 1902 : Charles Wambergue (Décède le 21 mars 1902), fils d'Antoine François, brasseur.
Maire de 1902 à 1929 : Henri Baey.
Maire de 1929 à 1939 : Charles Wambergue, petit-fils de Charles, maire de Lynde (1870-1902) et fils d'Aimable, maire de Merville (1904-1908).
Maire de 1951 à 1966 : M. Baey.
Maire de 1966 à 1971 : R. Deray.
Maire de 1971 à 2000 : Bernard Wambergue, fils de Charles, maire de Lynde (1929-1939).

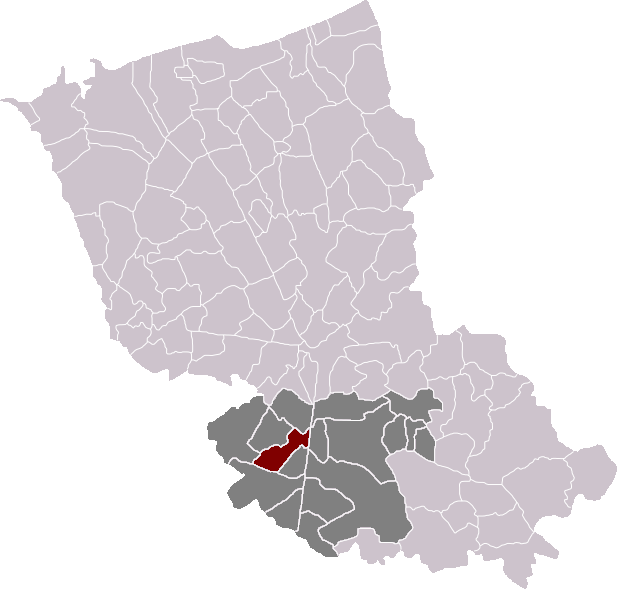
Lynde dans son canton et son arrondissement

| Période                                  | Période   | Identité               | Étiquette | Qualité                 |
| ---------------------------------------- | --------- | ---------------------- | --------- | ----------------------- |
| juin 1995                                | 2000      | Bernard Wambergue      |           |                         |
| 2000                                     | mars 2001 | Jean-Claude Arnouts    |           | Maire durant trois mois |
| mars 2001                                | mai 2020  | Jacques Hermant        |           |                         |
| mai 2020                                 | En cours  | Jean-Michel Plaetevoet |           |                         |
| Les données manquantes sont à compléter. |           |                        |           |                         |

## Population et société

### Démographie

#### Évolution démographique
L'évolution du nombre d'habitants est connue à travers les recensements de la population effectués dans la commune depuis 1793. Pour les communes de moins de 10 000 habitants, une enquête de recensement portant sur toute la population est réalisée tous les cinq ans, les populations de référence des années intermédiaires étant quant à elles estimées par interpolation ou extrapolation. Pour la commune, le premier recensement exhaustif entrant dans le cadre du nouveau dispositif a été réalisé en 2004.

En 2022, la commune comptait 782 habitants, en évolution de +4,27 % par rapport à 2016 (Nord : +0,51 %, France hors Mayotte : +2,11 %).
| 1793 | 1800 | 1806 | 1821 | 1831 | 1836 | 1841 | 1846 | 1851 |
| ---- | ---- | ---- | ---- | ---- | ---- | ---- | ---- | ---- |
| 953  | 911  | 980  | 778  | 955  | 907  | 882  | 809  | 785  |

| 1856 | 1861 | 1866 | 1872 | 1876 | 1881 | 1886 | 1891 | 1896 |
| ---- | ---- | ---- | ---- | ---- | ---- | ---- | ---- | ---- |
| 747  | 765  | 732  | 756  | 788  | 813  | 801  | 760  | 720  |

| 1901 | 1906 | 1911 | 1921 | 1926 | 1931 | 1936 | 1946 | 1954 |
| ---- | ---- | ---- | ---- | ---- | ---- | ---- | ---- | ---- |
| 699  | 653  | 642  | 602  | 577  | 556  | 537  | 504  | 465  |

| 1962 | 1968 | 1975 | 1982 | 1990 | 1999 | 2004 | 2006 | 2009 |
| ---- | ---- | ---- | ---- | ---- | ---- | ---- | ---- | ---- |
| 479  | 442  | 386  | 449  | 544  | 591  | 620  | 625  | 674  |

| 2014 | 2019 | 2022 | - | - | - | - | - | - |
| ---- | ---- | ---- | - | - | - | - | - | - |
| 749  | 775  | 782  | - | - | - | - | - | - |

#### Pyramide des âges
La population de la commune est relativement jeune.
En 2018, le taux de personnes d'un âge inférieur à 30 ans s'élève à 36,7 %, soit en dessous de la moyenne départementale (39,5 %). À l'inverse, le taux de personnes d'âge supérieur à 60 ans est de 19,6 % la même année, alors qu'il est de 22,5 % au niveau départemental.
En 2018, la commune comptait 392 hommes pour 375 femmes, soit un taux de 51,11 % d'hommes, largement supérieur au taux départemental (48,23 %).
Les pyramides des âges de la commune et du département s'établissent comme suit.
| Hommes | Classe d’âge | Femmes |
| ------ | ------------ | ------ |
| 0,3    | 90 ou +      | 0,0    |
| 3,5    | 75-89 ans    | 4,2    |
| 16,4   | 60-74 ans    | 14,8   |
| 22,2   | 45-59 ans    | 19,5   |
| 21,5   | 30-44 ans    | 24,3   |
| 12,4   | 15-29 ans    | 13,2   |
| 23,7   | 0-14 ans     | 24,0   |

| Hommes | Classe d’âge | Femmes |
| ------ | ------------ | ------ |
| 0,5    | 90 ou +      | 1,4    |
| 5,3    | 75-89 ans    | 8,1    |
| 14,8   | 60-74 ans    | 16,2   |
| 19,1   | 45-59 ans    | 18,4   |
| 19,5   | 30-44 ans    | 18,7   |
| 20,7   | 15-29 ans    | 19,1   |
| 20,2   | 0-14 ans     | 18     |

## Lieux et monuments

### Édifices religieux

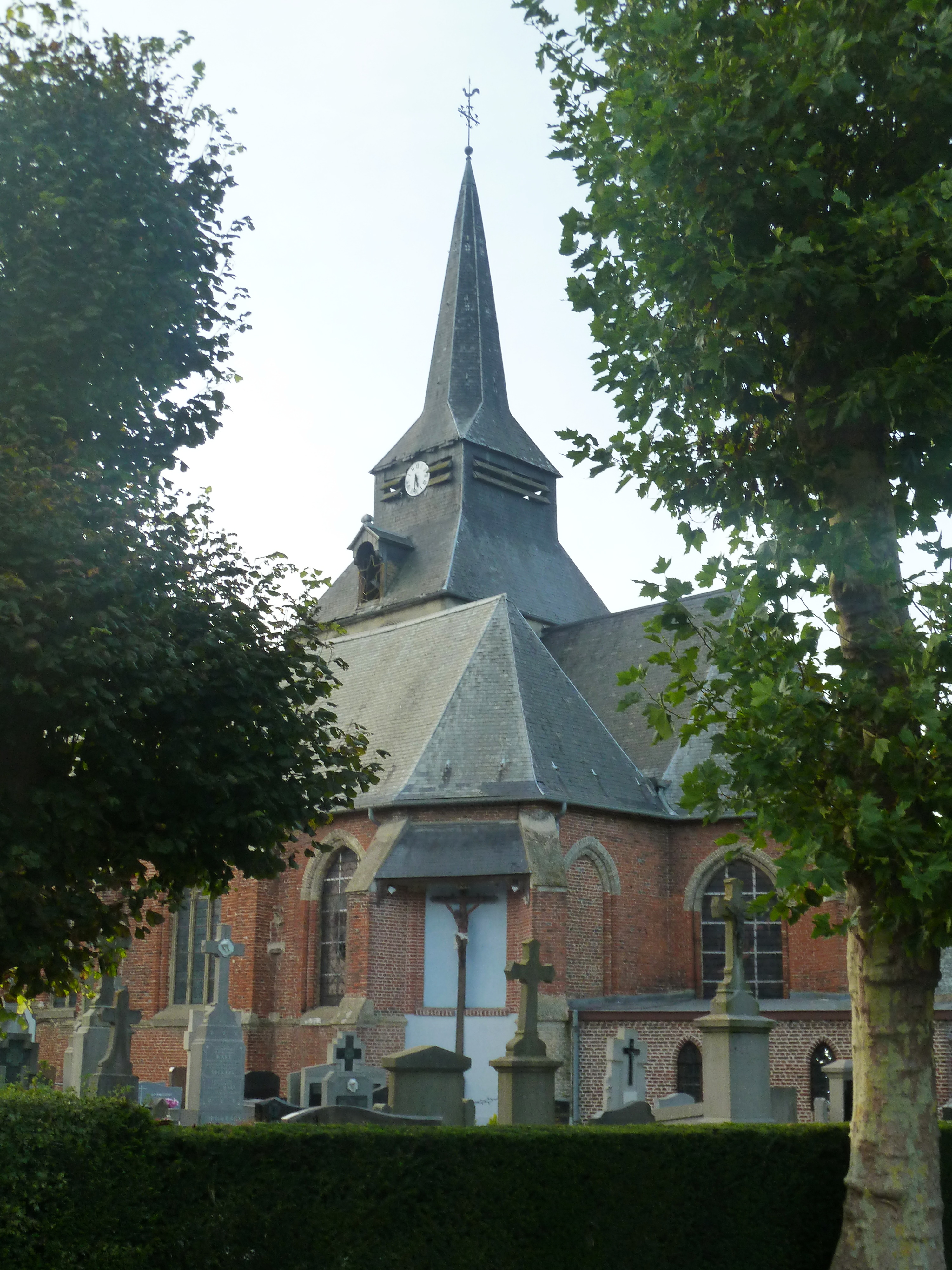
Lynde Chevet de l'église Saint-Vaast

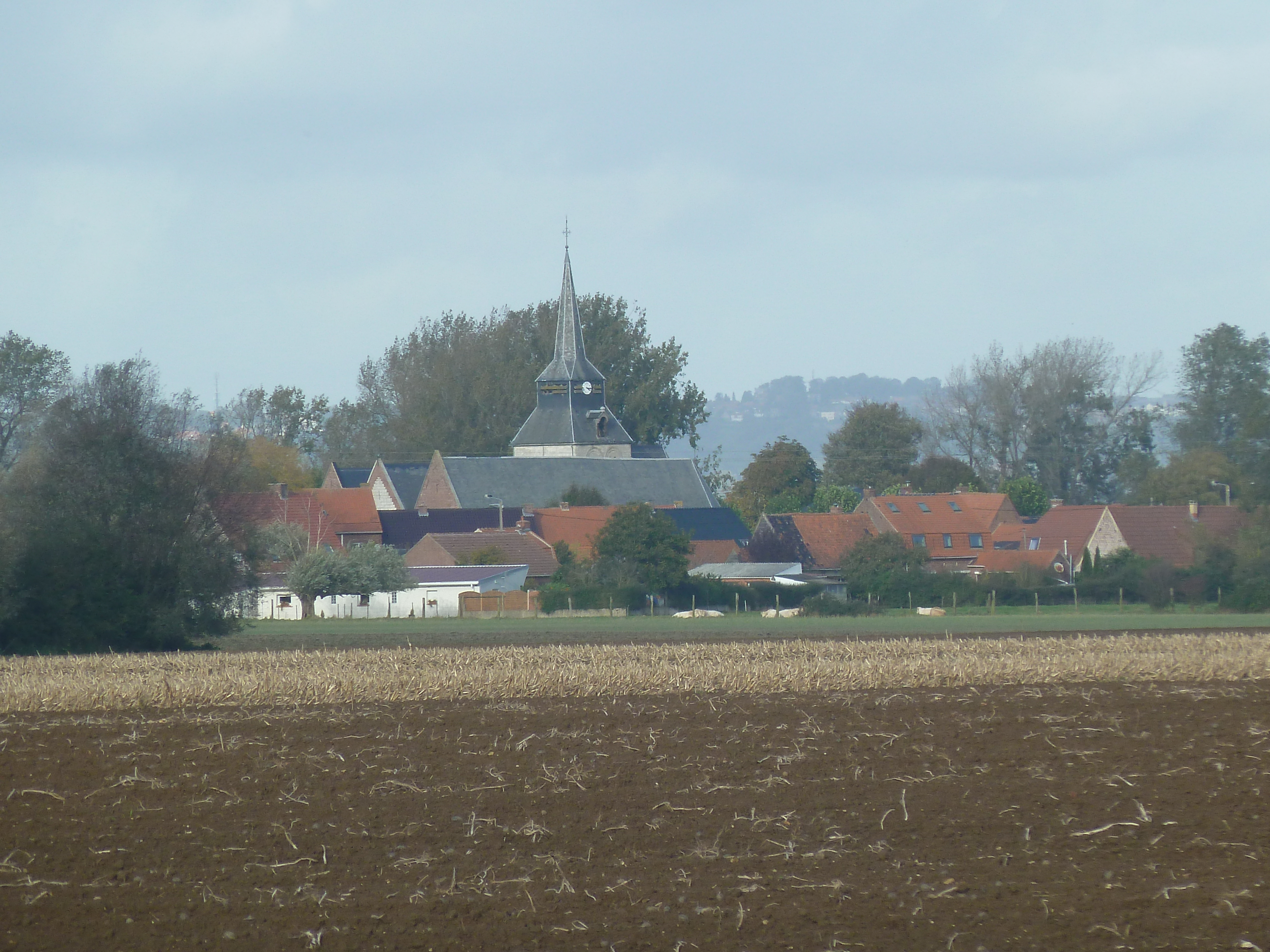
l'église St Vaast vue de la campagne
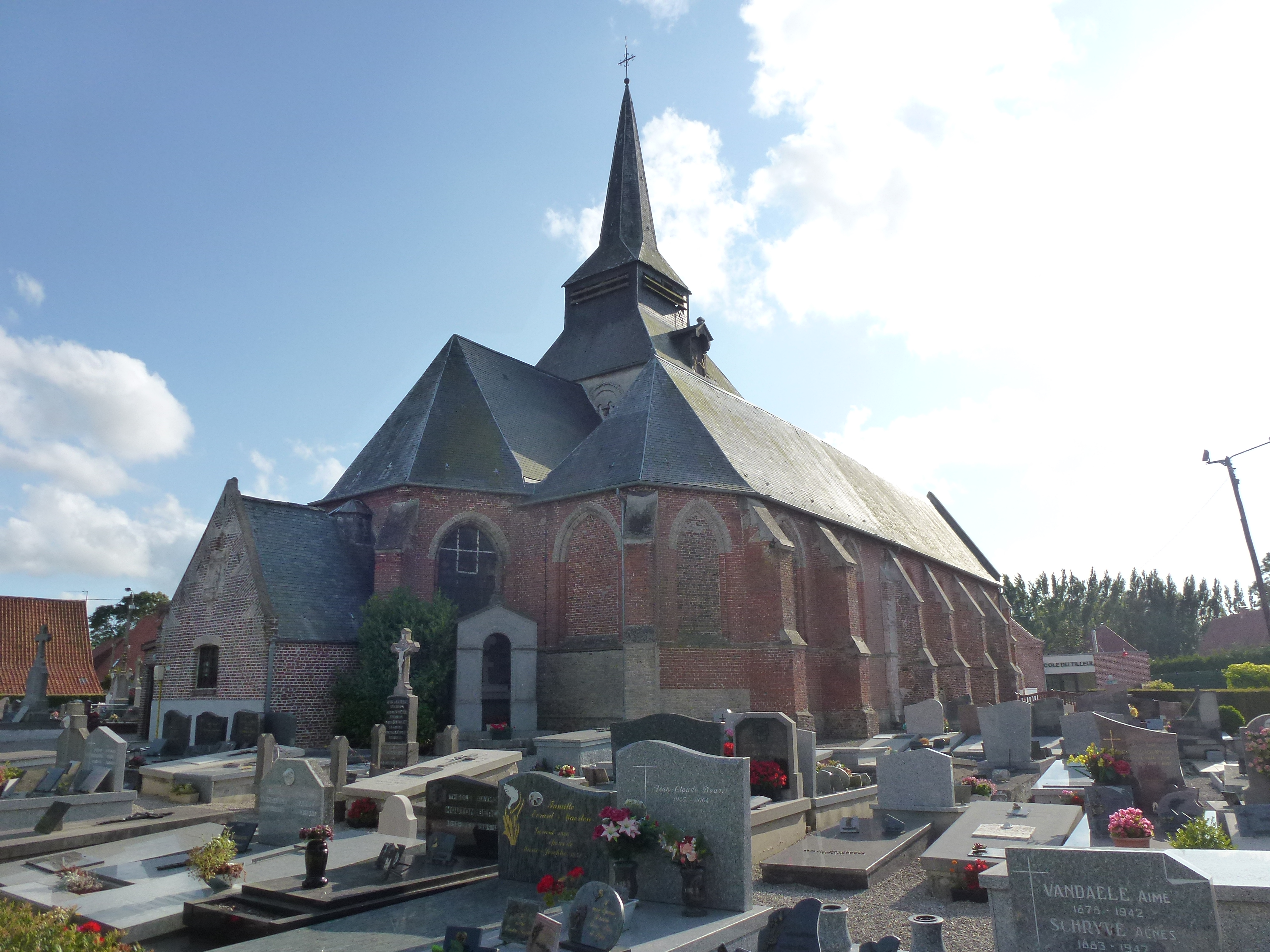
église St Vaast
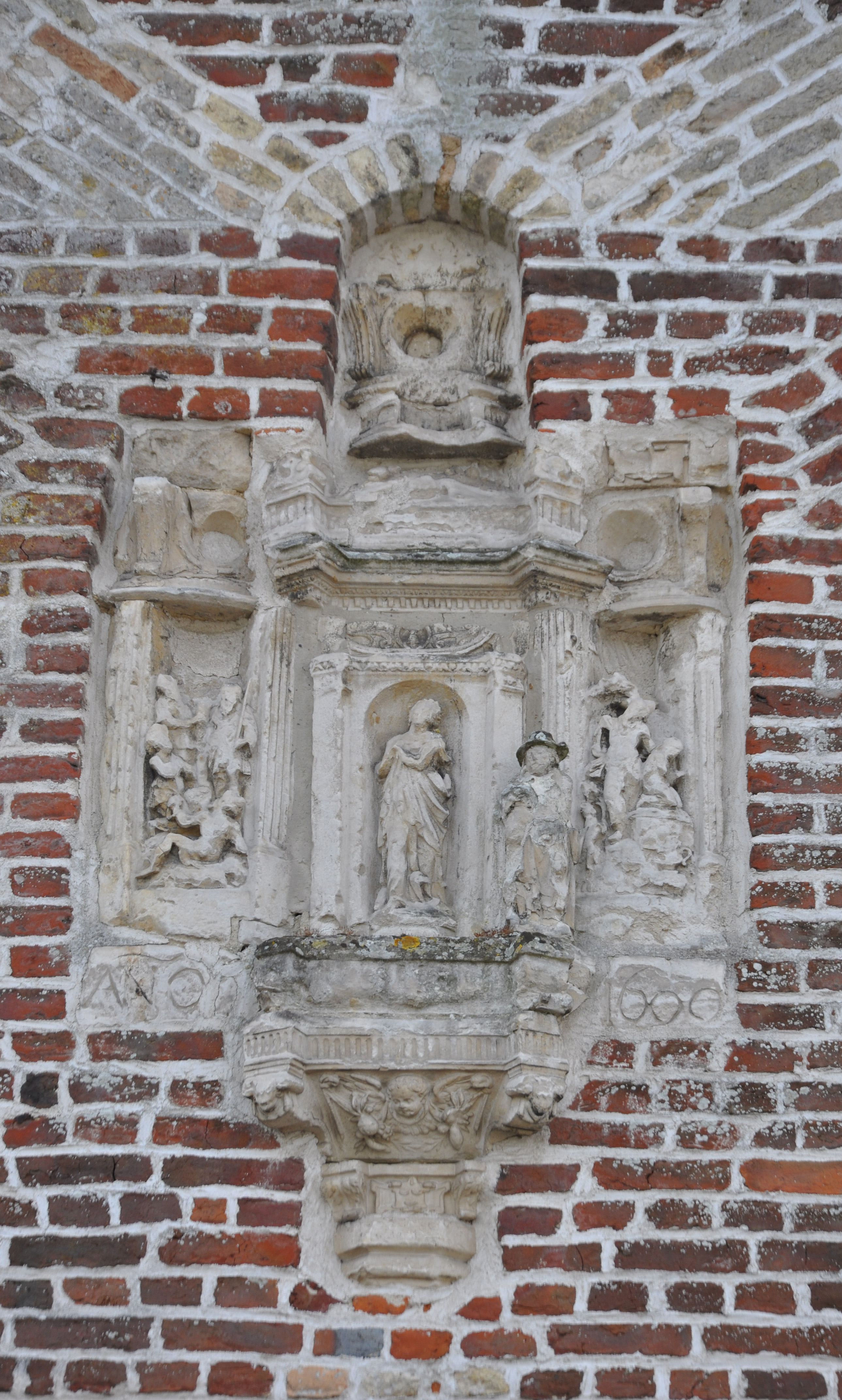
détail votif d'architecture, daté de l'an 1600 : allégorie de la Foi, encadrée par les scènes de Moïse frappant le rocher et le sacrifice d'Abraham
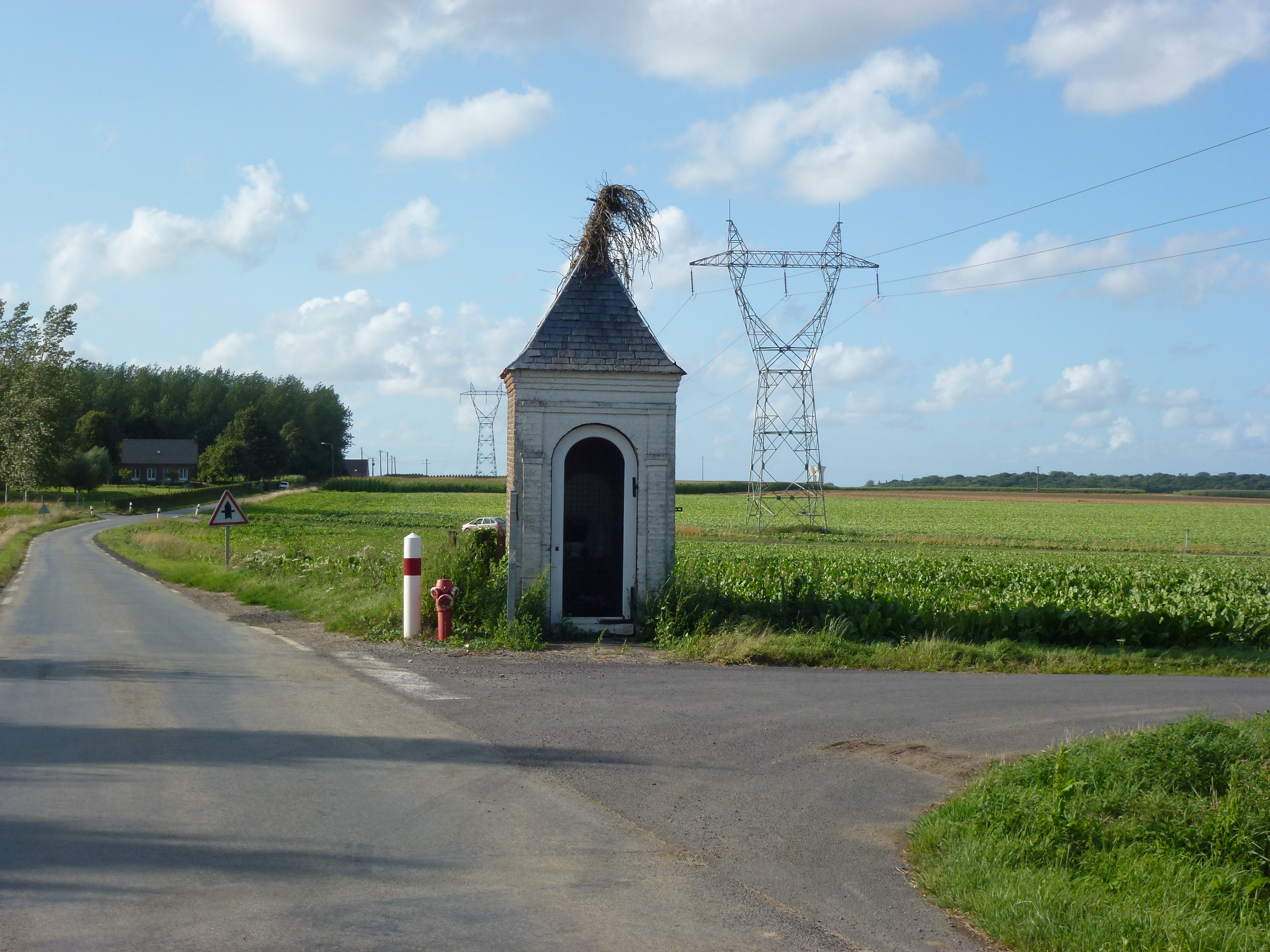
oratoire
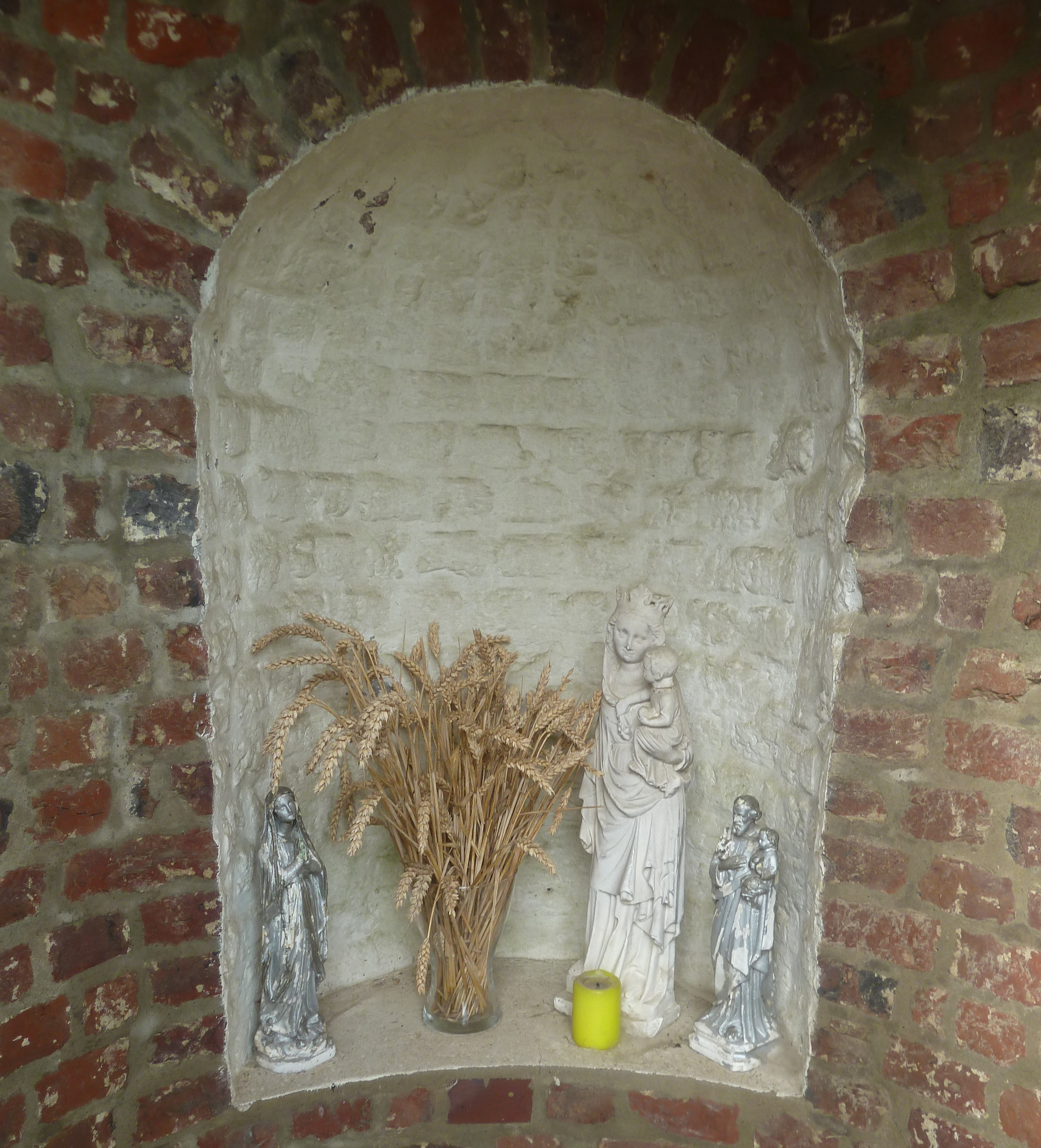
chapelle sur la route départementale 55

### Autres édifices

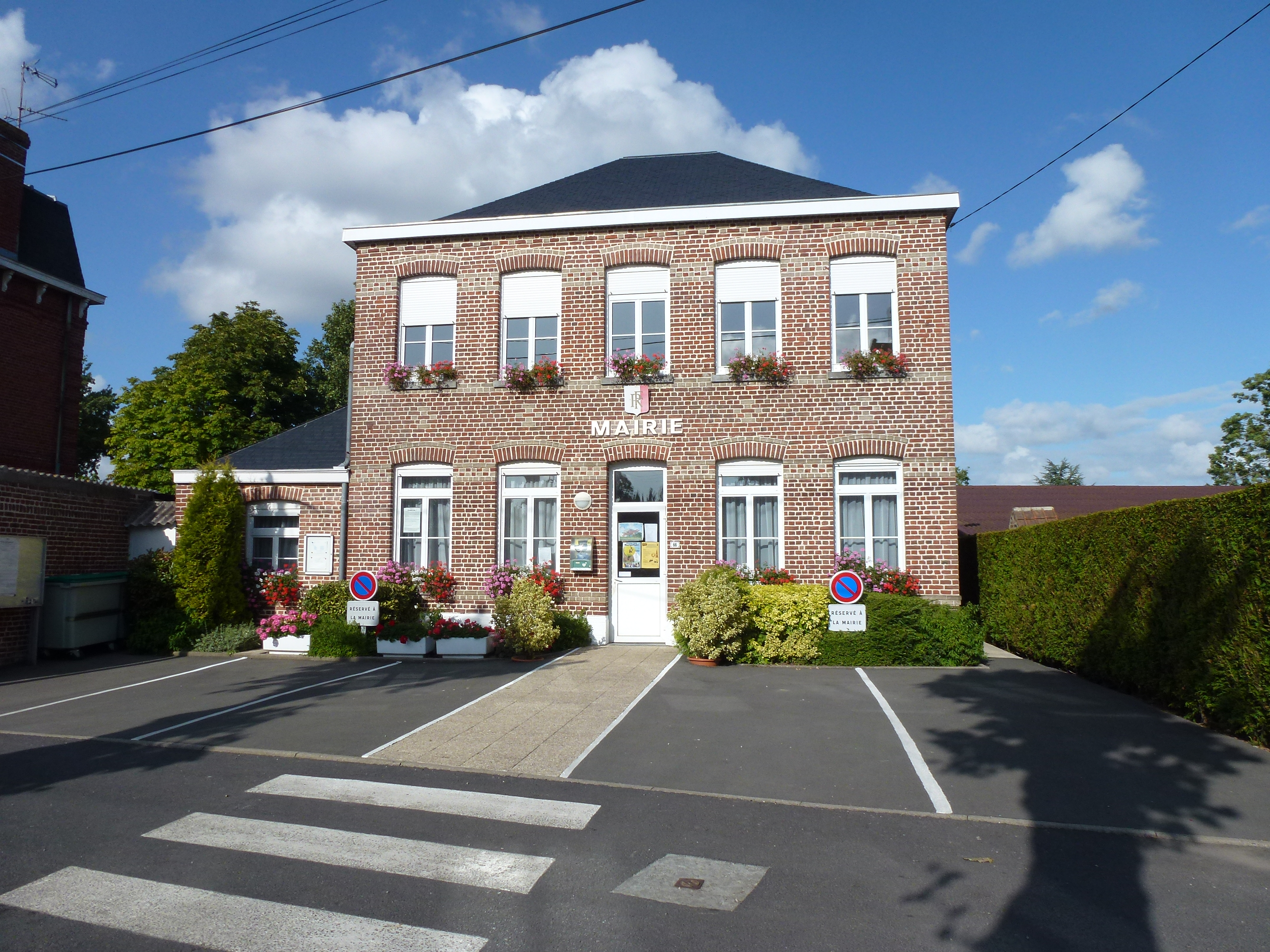
mairie
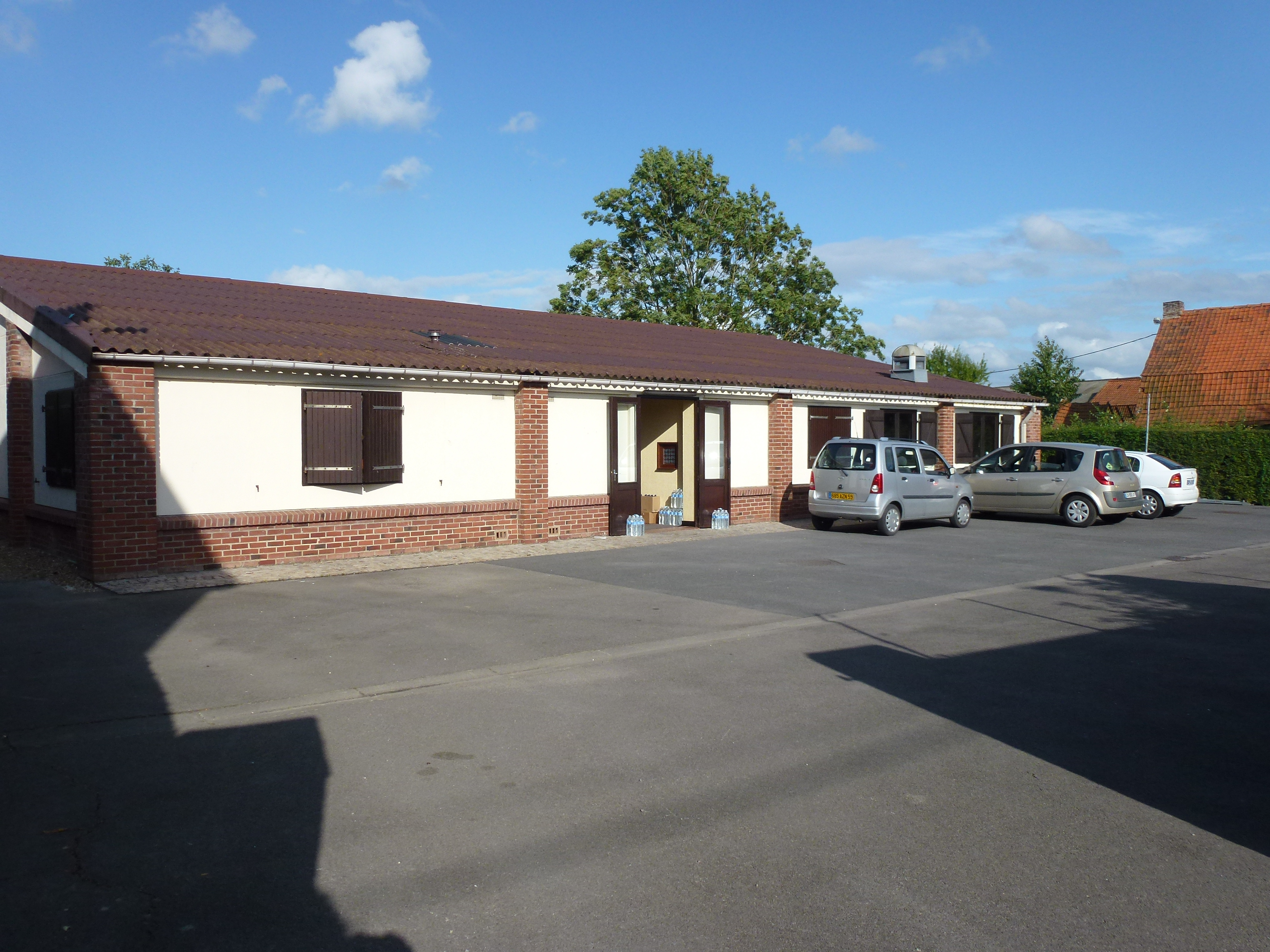
salle des fêtes
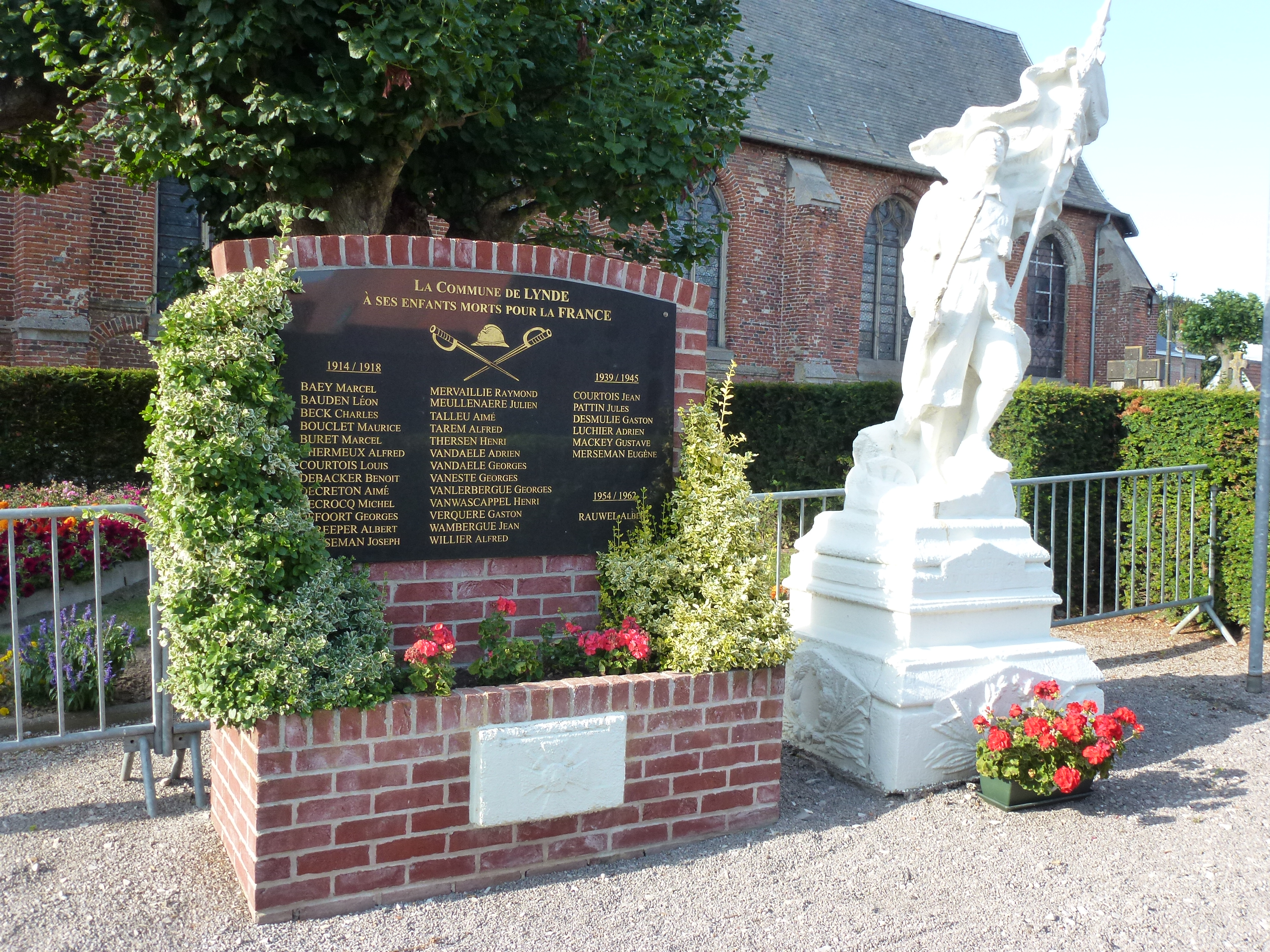
monument aux morts

### Sur les chemins de randonnées

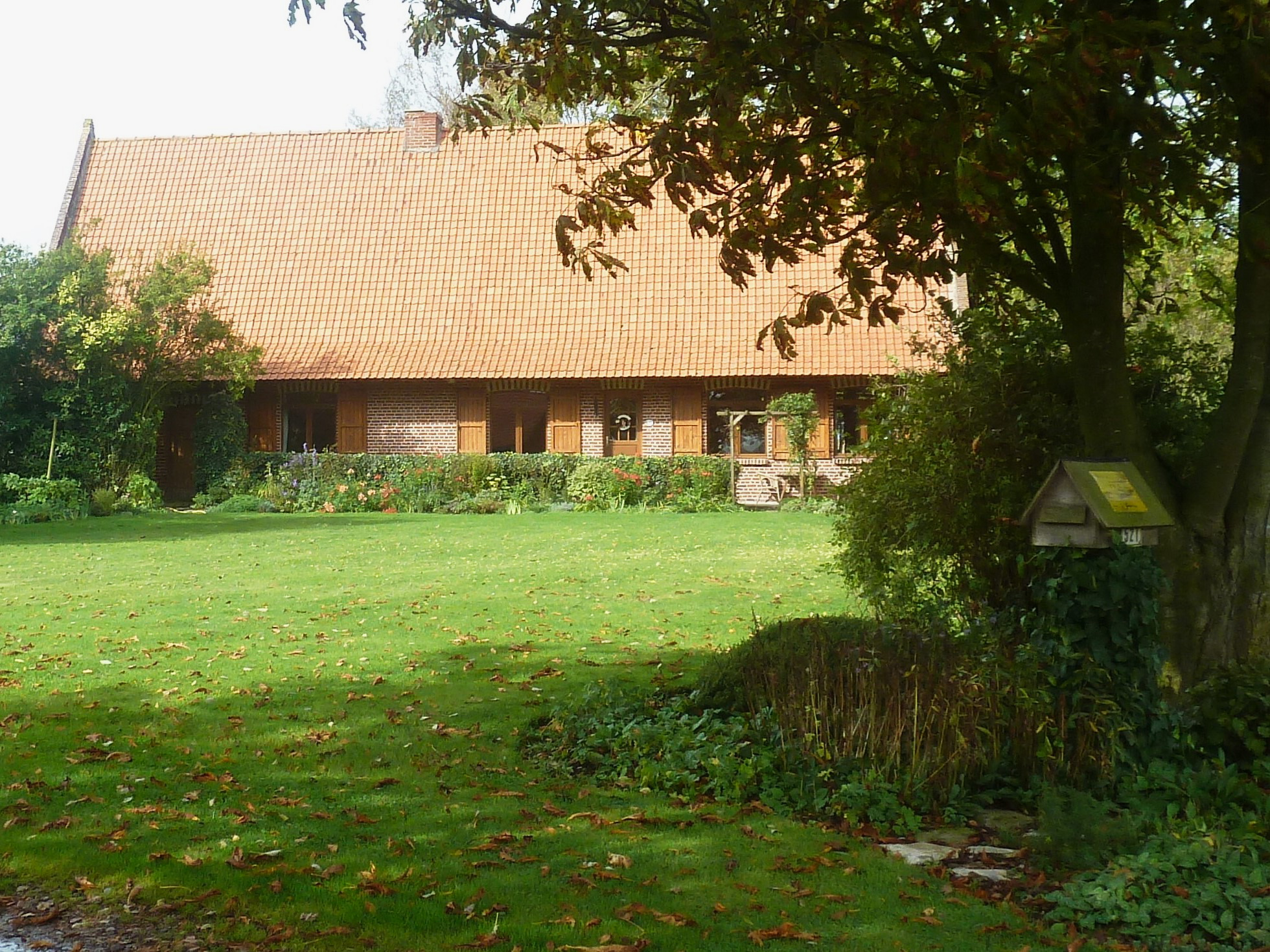
maison flamande "Du Bronsberg à la Becquerelle"
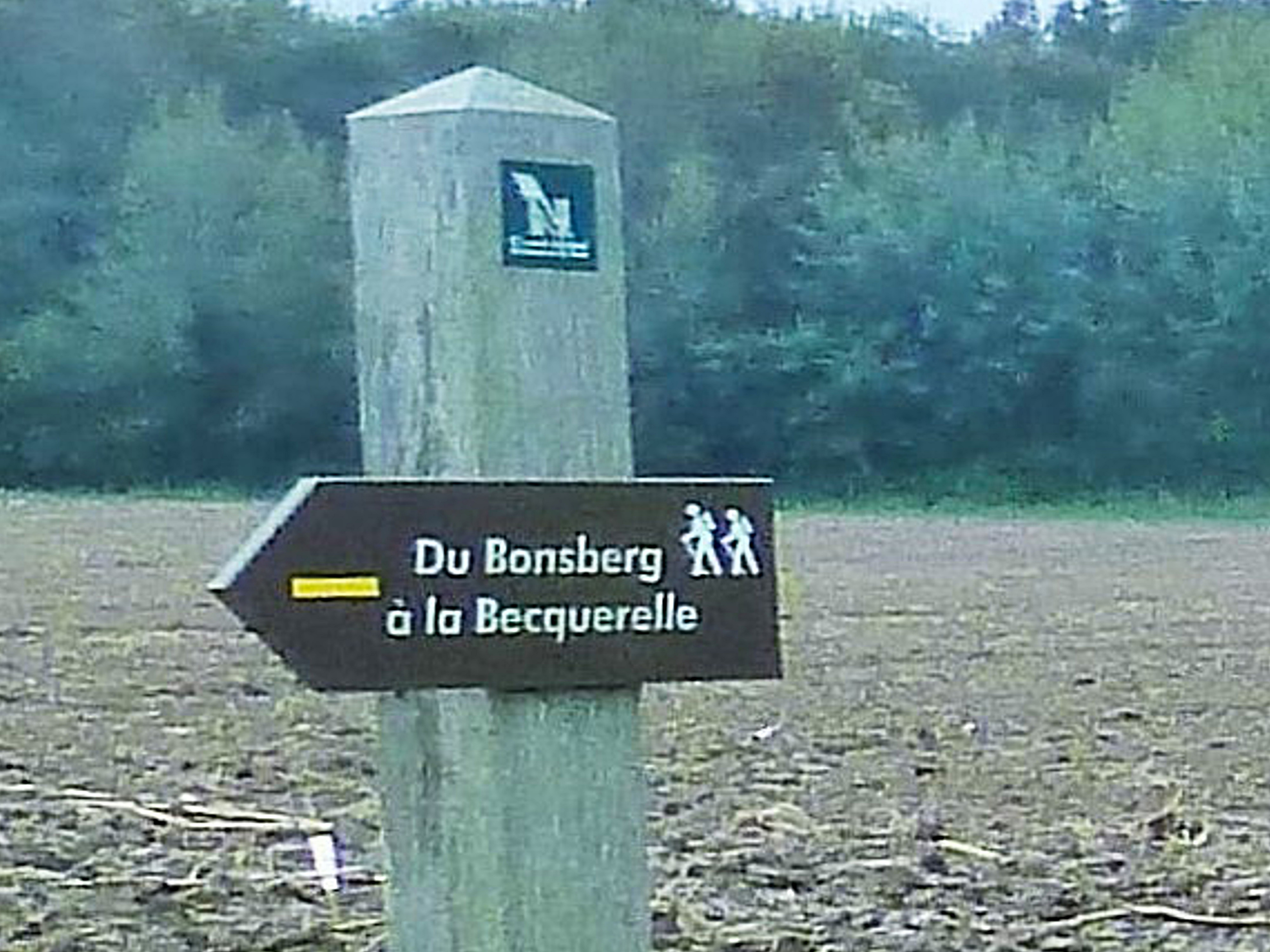
Du Bronsberg à la Becquerelle
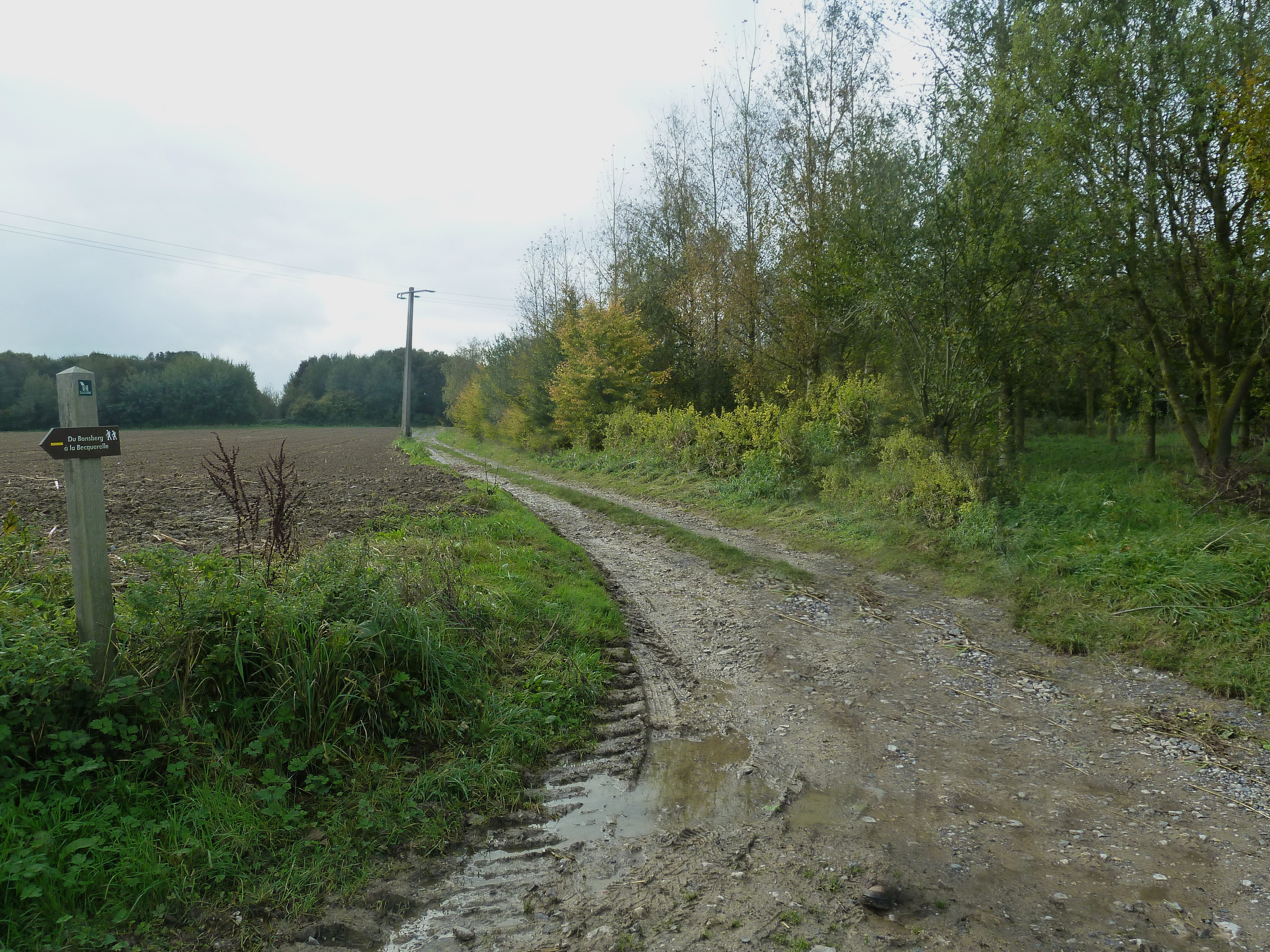
Du Bronsberg à la Becquerelle
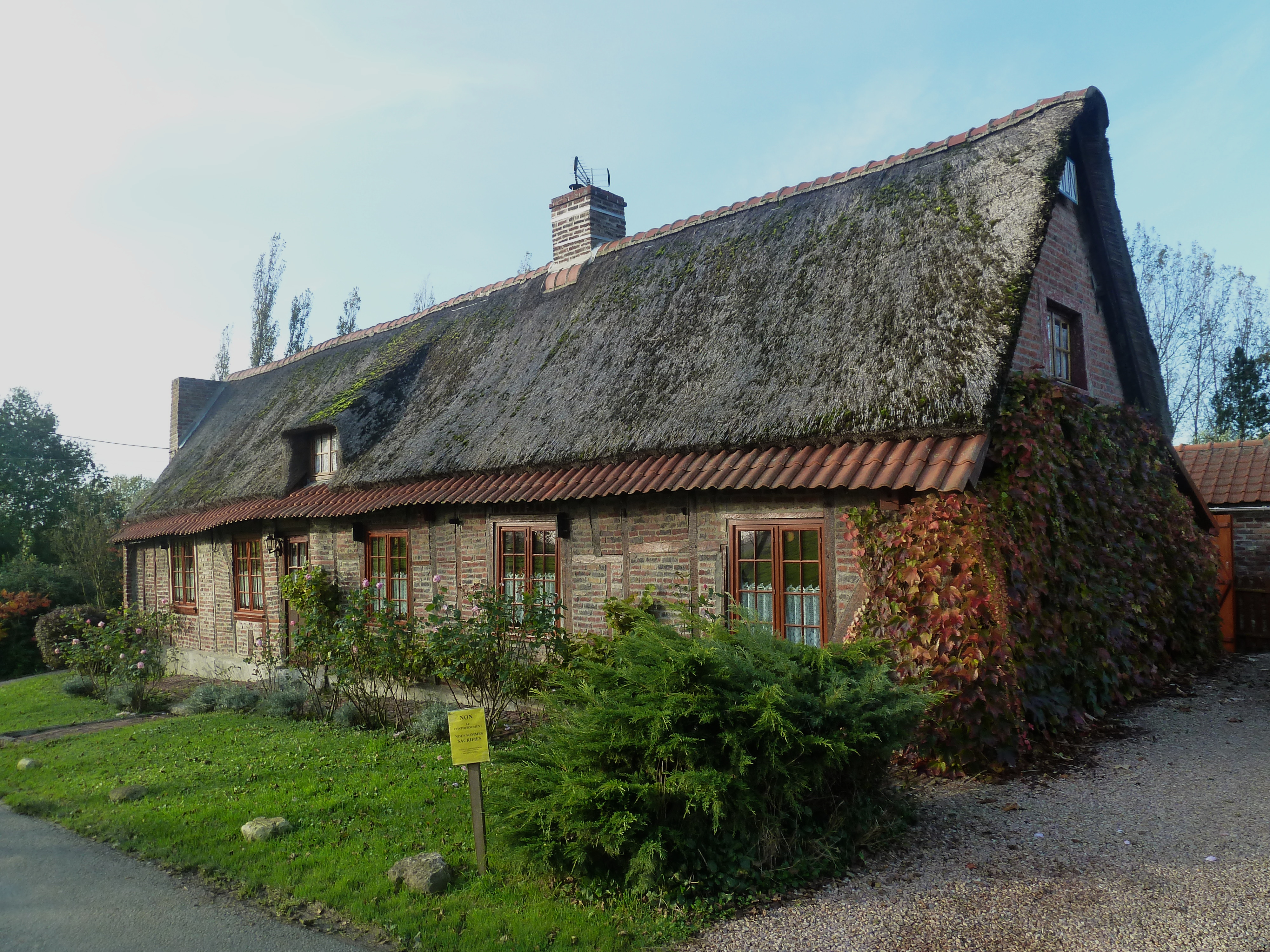
fermes flamandes "Du Bronsberg à la Becquerelle"
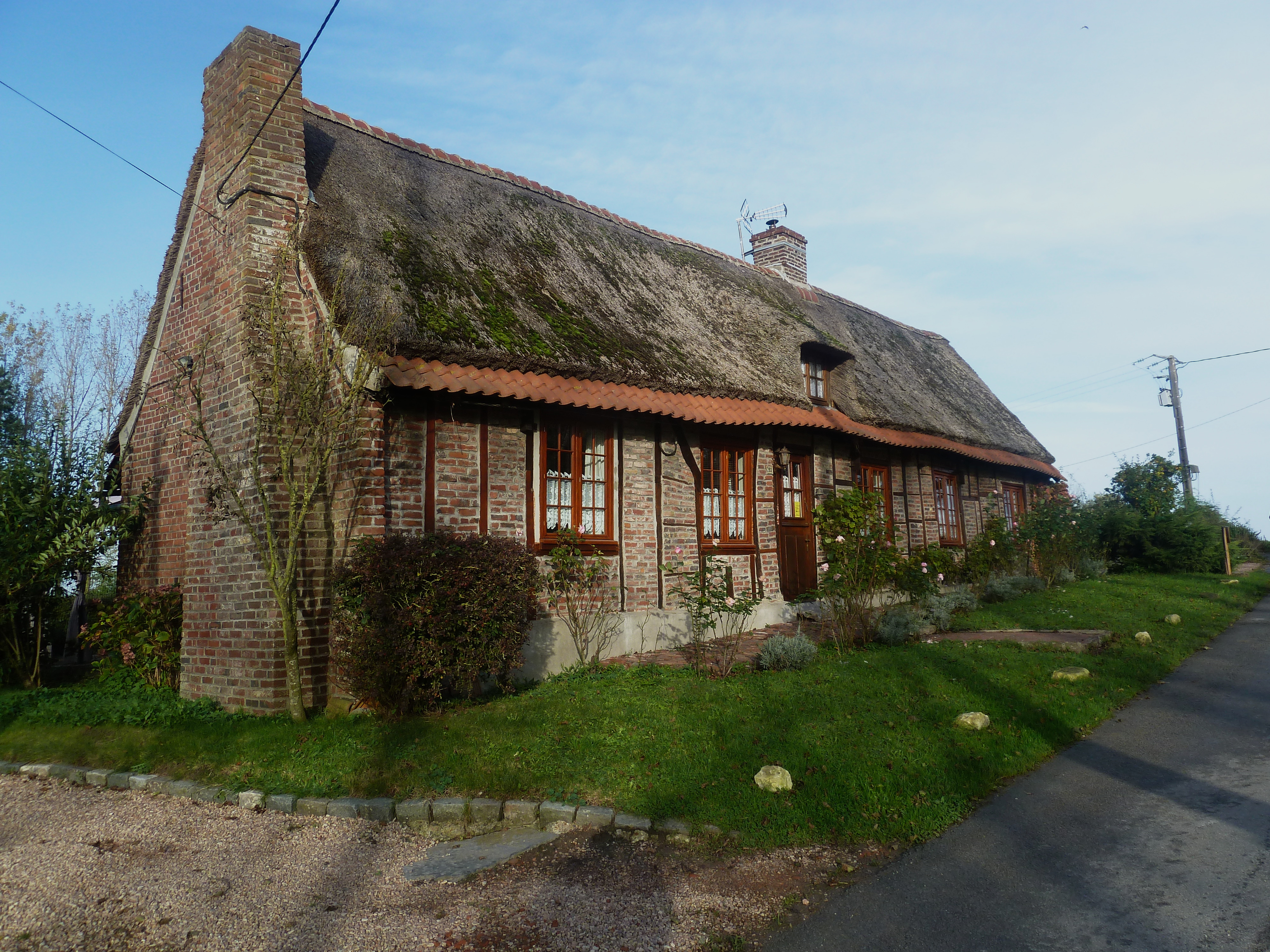
fermes flamandes "Du Bronsberg à la Becquerelle"

## Pour approfondir